# Тракийски въпрос
Тракийски въпрос се нарича въпросът за принадлежността на територията, населението и историческото наследство в Тракия, и в частност в Източна и Западна Тракия по време и след разпадането на Османската империя в края на 19 век и началото на 20 век. Тракийският въпрос е съставна част от т.нар. Източен въпрос.

## История
Тракийският въпрос е съставна част от българския национален въпрос, като е условно обозначение за борбата на българите от Тракия за освобождение от османско владичество. По силата на Берлинския договор, Одринска Тракия (заедно с Македония) остава в пределите на Османската империя. До есента на 1893 година, когато в Солун се полагат основите на Вътрешната македоно-одринска революционна организация (ВМОРО)), борбата срещу османското владичество се води спорадично и без съществен успех от българите в областта.
Единствен крепител на българското етническо самосъзнание на тракийското население е Българската екзархия. Успешно завършилото Съединение на Източна Румелия с Княжество България през 1885 година дава надежда в борбата и на останалите под османска власт тракийски българи в Западна и Източна Тракия, че и те ще могат да постигнат своето освобождение. Те вземат дейно участие в Илинденско-Преображенското въстание от 1903 година, а по време на Балканските войни (1912 – 1913) подпомагат с доброволчески чети освободителната мисия на българската армия в Западна и Източна Тракия.
По силата на Лондонския мирен договор (1913) Османската империя отстъпва всички свои територии на запад от линията Мидия–Енос, като по-голяма част от земите в Източна и Западна Тракия преминават към Царство България. След поражението в Междусъюзническата война, България успява да запази в своите предели само Западна Тракия. Източна Тракия е реокупирана от Османската империя по време на Междусъюзническата война.
България се възползва от затрудненото положение на Османската империя като воюваща страна в Първата световна война и я заставя да приеме частична ректификация на българо-турската граница (1915) по долното течение на река Марица. След края на Първата световна война по силата на Ньойския договор (1919) тази област преминава под юрисдикцията на Съглашението. На България се обещава „икономически излаз“ на Бяло море. През есента на 1919 година Западна Тракия е заета от съюзнически войски и управлението и се поверява на френски военни и административни власти. През пролетта на 1920 година под натиска на Англия Западна Тракия е предоставена на Кралство Гърция, на която в Лондон гледат като на свой аванпост на Балканите.
| Паметник на тракийските бежанци в Ямбол |
| Паметник на тракийските бежанци в Ямбол |

От 1919 година Кралство Гърция е във война със султанското правителство в Истанбул, като Гърция не крие амбициите си да покори не само Източна Тракия, но и значителна част от южното крайбрежие на Мала Азия, в което живеят големи маси гръцко население (вижте Мегали идея и Гръцко-турска война (1919 – 1922)). Надеждите на гръцките управляващи среди да видят възстановена Византия рухват скоро. В началото на септември 1922 гръцката армия претърпява съкрушително поражение в Мала Азия. Управлението на остатъците от Османската империя вече не е в ръцете на немощния султан Мехмед V, а на младия турски генерал Кемал. Неговите войски изтласкват от Мала Азия и Истанбул не само оцелелите части на гръцката армия, но и по-голямата част от гръцкото (и християнско) население в тези области. Гърция е спасена от окончателен разгром само благодарение на енергичното застъпничество на западните ѝ покровители от Антантата пред генерал Кемал. В последвалата Лозанска конференция (1922 – 1923), Турция като правоприемник на Османската империя си възвръща отново Източна Тракия и не крие аспирациите си и към Западна Тракия. По силата на Лозанския договор (1923) новата държава заместила властта на османските султани не успява да постигне тази си цел. Така Западна и Източна Тракия след края на Първата световна война се оказват поделени между Гърция и Турция. Претърпяла поражение в световната война, България не е в състояние да промени статуквото, поради което насочва усилията си към отстояване на малцинствените права на българското население в тези две области. Но и в това отношение не постига съществени резултати, тъй като не успява да спре процеса на обезбългаряване както на Източна, така и на Западна Тракия.
По това време се създава Вътрешната тракийска революционна организация (ВТРО) с цел извоюване на пълна политическа независимост на Одринска и Беломорска Тракия и последващо обединяване на тези земи с България. Малобройността на останалото след етническото прочистване и геноцида българско население в Одринска Тракия, съчетано с дислоцирането на силни турски части прогонили гърците от там след техния разгром в Гръцко-турската война от 1919 – 1922 година от една страна, и от друга тежкият гнет срещу всички негръцки етноси на гръцкия режим установен в Беломорието водят до това, че през ноември 1922 година е създадена Българо-турската вътрешна революционна организация фокусирала дейността си в Беломорска Тракия с главен войвода Тане Николов. Въоръжени отряди, образувани най-често в България нападат гръцки казарми, гарнизони, обекти по железопътни линии и други инфраструктурни обекти. Правителството на Александър Стамболийски оказва подкрепа с оръжие и боеприпаси с надежда да окаже натиск върху Лозанската конференция. След 9 юни 1923 година Цанковият кабинет, нуждаещ се от международна подкрепа разформирова българо-турската РО. ВТРО скоро е възстановена и то като чисто българска на 17 септември 1923 година в Хасково от Димитър Маджаров, като действа до Спогодбата Моллов - Кафандарис от 1927 г., продължавайки да праща чети и да подпомага хилядите бежанци от Беломорска и Ординска Тракия. Наследник на ВТРО след 1927 г. става Тракийската организация в България. Нейната дейност също е насочена към решаване на тракийския въпрос, и в частност към подпомагане на българите останали извън границите на България в Тракия.
По време на Втората световна война (1939 – 1945) след разгрома на Гърция в операция Марита, България получава в свое владение само Западна Тракия. От 1941 до 1944 година тази част от Тракия е неделима част от царството. След тази втора световна война България под натиска на съставеното отечественофронтовско правителство изтегля българската армия от Западна Тракия, който акт ядосва дори Сталин, поради и което тази област отново преминава в патримониума на Гърция. Подобно на македонския въпрос, така и тракийския, в периода след Втората световна война остава висящ и неговото решение по примера на Източна Румелия от 1885 година се оказва неосъществим национален блян за българите от Западна и Източна Тракия.